# DUSP6
DUSP6 (англ. Dual specificity phosphatase 6) – білок, який кодується однойменним геном, розташованим у людей на короткому плечі 12-ї хромосоми. Довжина поліпептидного ланцюга білка становить 381 амінокислот, а молекулярна маса — 42 320.
| 10         |  | 20         |  | 30         |  | 40         |  | 50         |
| ---------- |  | ---------- |  | ---------- |  | ---------- |  | ---------- |
| MIDTLRPVPF |  | ASEMAISKTV |  | AWLNEQLELG |  | NERLLLMDCR |  | PQELYESSHI |
| ESAINVAIPG |  | IMLRRLQKGN |  | LPVRALFTRG |  | EDRDRFTRRC |  | GTDTVVLYDE |
| SSSDWNENTG |  | GESVLGLLLK |  | KLKDEGCRAF |  | YLEGGFSKFQ |  | AEFSLHCETN |
| LDGSCSSSSP |  | PLPVLGLGGL |  | RISSDSSSDI |  | ESDLDRDPNS |  | ATDSDGSPLS |
| NSQPSFPVEI |  | LPFLYLGCAK |  | DSTNLDVLEE |  | FGIKYILNVT |  | PNLPNLFENA |
| GEFKYKQIPI |  | SDHWSQNLSQ |  | FFPEAISFID |  | EARGKNCGVL |  | VHCLAGISRS |
| VTVTVAYLMQ |  | KLNLSMNDAY |  | DIVKMKKSNI |  | SPNFNFMGQL |  | LDFERTLGLS |
| SPCDNRVPAQ |  | QLYFTTPSNQ |  | NVYQVDSLQS |  | T          |  |            |

A: Аланін

C: Цистеїн

D: Аспарагінова кислота

E: Глутамінова кислота

F: Фенілаланін

G: Гліцин

H: Гістидин

I: Ізолейцин

K: Лізин

L: Лейцин

M: Метіонін

N: Аспарагін

P: Пролін

Q: Глутамін

R: Аргінін

S: Серин

T: Треонін

V: Валін

W: Триптофан

Кодований геном білок за функціями належить до гідролаз, протеїн-фосфатаз. 
Задіяний у такому біологічному процесі, як альтернативний сплайсинг. 
Локалізований у цитоплазмі.